# کلینتون ویل (ویسکانسین)
کلینتون ویل، ویسکانسین  (به انگلیسی: Clintonville) شهری در شهرستان واپکا ایالت ویسکانسین است که در سال ۱۸۸۷ بنیان‌گذاری شده‌است. این شهر طبق سرشماری سال ۲۰۱۰ میلادی ۴٬۵۵۹ نفر جمعیت داشته‌است.